# تیاتر-ارسلانوو
تیاتر-ارسلانوو (انگلیسی: Tyater-Araslanovo) یک شهرک در شهرستان استرلیباشفسکی استان باشقیرستان کشور روسیه است.